# Zethus cinerascens
Zethus cinerascens är en stekelart som beskrevs av Henri Saussure 1856. Zethus cinerascens ingår i släktet Zethus och familjen Eumenidae. Inga underarter finns listade i Catalogue of Life.